# Маргарита Женевска
Маргарита Женевска, Беатриса Женевска или Никола Женевска, понякога Беатриса дьо Фосини (на италиански: Beatrice-Margherita di Ginevra, на френски: Marguerite [Béatrice/Béatrix, Nicole] de Genève (parfois dite de Faucigny); * ок. 1180, Женева, Графство Женева; † 8 април 1257, Пиер Шател, Савойско графство) от Дом Женева, е графиня на Савоя (1196 – 1233) като съпруга на граф Томас I Савойски.

## Произход
Маргарита е дъщеря на женевския граф Вилхелм I (ок. 1132 – 1195). Според друга хипотеза тя се казва Беатриса и е дъщеря на графа на Женева Вилхелм I и на господарката на Фосини Беатрис, и според историка Юджийн Л. Кокс тази роднинска връзка е несъмнена. Майка ѝ е Маргарита-Беатриса дьо Фосини, вероятно дъщеря на господаря на Фосини Аймон I дьо Фосини и съпругата му Клеманс дьо Бриансон.
Според Чарлз Превитé-Ортън освен Беатриса Маргарита носи името Никола. Chronica Albrici Monachi Trium Fontium също споменава родителите на Маргарита, потвърждавайки, че майка ѝ е потомка на господарите на Фосини.
Според френския историк Самюел Гишеон Маргарита Женевска и Беатрис дьо Фосини са две отделни съпруги на Томас I Савойски; първата не му ражда деца, а всичките му деца са от втората му съпруга.

## Биография
Съществува мълва, предадена от Самюел Гишенон, че бащата на Маргарита Вилхелм I Женевски, не одобрявайки бъдещия ѝ брак с графа на Савоя Томас I, я обещава за съпруга на краля на Франция Филип II. През 1196 г., докато графът отива с дъщеря си в Париж за сватбата, Томас I Савойски им устройва засада при Русийон в Бюже и отвлича Маргарита в Савоя, където се жени за нея. Мотивите му относно желанието на Маргарита да се омъжи за него вместо за Филип II са, че кралят на Франция вече е женен. Всъщност френският владетел две години по-рано се жени за Ингеборг Датска и я отхвърля малко след това, но папа Целестин III отказва да отмени брака. Въпреки това самият Самюел Гишенон изтъква, че през 1196 г. Филип II вече е бил женен и освен това Томас I Савойски със сигурност не би направил такова нападение спрямо краля на Франция.
В крайна сметка Беатриса (Маргарита) се омъжва за 9-ия граф на Савоя Томас I и става графиня-консорт. В документ № 41 на Peter der Zweite, Graf von Savoyen, Markgraf in Italien, касаещ потвърждаването на привилегиите на град Суза от Томас I, Маргарита е спомената с името Никола.
Документ № 58 на Peter der Zweite, Graf von Savoyen, Markgraf in Italien относно споразумението на Томас I с епископа на Сион от 1224 г. е подписан и от съпругата и децата му. В документ в № 67 от 1227 г. тя се споменава като Маргарита, в документ № 76, от 1231 г. тя все още се споменава като Маргарита, а в документ № 83 от 1232 г., който удостоверява закупуването на град Шамбери от Томас I, тя се споменава като Беатриса.
Графинята е предмет на поемата Le Carros на провансалския трубадур Раймбаут дьо Вакейрас. Там „Савойската Мадона“ е описана като подест на митичния град Троя.
Съпругът ѝ Томас I умира на 1 март 1233 г., което я прави вдовица. Trium Fontium на Chronica Albrici Monachi съобщава, че смъртта на Томас I настъпва през 1232 г., а документ № DXXXVII на Regesta comitum Sabaudiae съобщава за смъртта му на 1 март 1233 г. Томас I е наследен от първородния им син Амадей с името Амадей IV Савойски.
Около 1228 г. Савойската графиня-консорт предоставя писма за закрила на манастира в Арвиер.
Последното споменаване на името ѝ в документ е в акт за дарение в нейна полза, направено на 21 май 1256 г. от сина ѝ Филип.
Маргарита, спомената като Беатриса, умира на 8 април 1257 г., както е потвърдено от документ № 448 на Peter der Zweite, Graf von Savoyen, Markgraf in Italien. Погребана е, подобно на други членове на Савоя, в Абатство Откомб (Франция).

## Брак и потомство
∞ ок. 1196 г., вероятно през май за 9-ия граф на Савоя Томас I Савойски. Някои историци разграничават Беатриса Женевска от Маргарита дьо Фосини и считат, че се касае за два брака, а други смятат, че Томас се жени само веднъж. Двамата имат десет деца, от които осем сина според някои историци, сред които Южин Л. Кокс и Бернар Демоц. Съпрузите историци Льоги отбелязват, че многобройното потомство на графа е предимство. Първородният син наследява титлите и правата на баща си, a по-младите синове са интегрирани в ранговете.
- Амадей Савойски (* 1197; † 24 юни/13 юли 1253, Монмелиан[N 2]), като Амадей IV Савойски – 10-и граф на Савоя, граф на Аоста и на Мориен (1233 – 1253), имперски викарий за Пиемонт; 1. ∞ 1222 за Ана Бургундска (* 1192, † 1243), от която има три дъщери 2. ∞ 1244 за Сесил дьо Бо/Сибила дел Балцо (* 1230, † 1275), от която има един син и три дъщери;
- Беатриса Савойска (* 1198,[21] ок. 1205[22] или 1206[23][24] † 1265,[25] декември 1266[22][23][24] или 4 януари 1267[22]), ∞ 5 юни 1219 за граф Раймон Беренгер IV от Прованс (* 1198, † 19 август 1245), от когото има един син и четири дъщери, всичките от които стават кралици.
- Маргарита Савойска (* 1212, † 4 април 1270,[24] 1/2 септември 1270,[22] 4 септември 1270[23] или 1273[22][26][27]); ∞ 1. 1 юни 1218 за граф Хартман IV фон Кибург († 1264), граф на Кибург, от когото няма деца. 2. сл. 27 ноември 1264 за граф Еберхард I фон Хабсбург-Лауфенбург († пр. 2 юни 1284), граф на Хабсбург, граф на Тургау и Цюрихгау, от 1271 г. граф на Кибург, от когото няма деца;
- Хумберт Савойски (* ок. 1198,[22][23] † 1223 в Унгария);
- Аймон Савойски (* 1200, † 1238[28] или 1242 от проказа[22][23][24][29]), апанаж във Вале и Шабле (1234 – 1237), господар на провинция Агон (на лат. dominus provinciae Agaunensis[30]), известен и като господар на Агон[N 3] (на лат. dominus Agaunensis), на Шабле, Шийон, Морж и Вилньов, основава болницата на Вилньов (25 юни 1236);
- Томас II Савойски (* 1199, † 7 февруари 1259), регент-граф на Савоя, господар на Пиемонт (1233 –1259), маркграф на Торино и Ивреа, граф на Фландрия и на Ено (1237 – 1244), граф на Аоста и на Мориен, имперски викарий за Пиемонт (1242), принц на Капуа (1252), суверен граф на Савоя от 1253 г. до смъртта си, наследява брат си Амадей IV като регент на племенника си Бонифаций Савойски (* 1245 † 1263); ∞ 1. 2 април 1237 за Йохана Фландърска (* 1188, † 1244), от която няма деца 2. 1245/1251 Беатриче Фиески († 15 юли 1283), от която има трима сина и две или три дъщери. Осигурява за синовете им наследяването на Пиемонт (Томас III), на Савоя (Амадей V, граф на Савоя от 1285 до 1323 г.) и на Во (Лудвиг I);
- Вилхелм Савойски (* ок. 1201,[22] † 1 ноември 1239 във Витербо, отровен), епископ на Валанс (1224/1226 – 1239), принц епископ на Лиеж и на Уинчестър (1238 – 1239);
- Петер II Савойски, „Малкият Карл Велики“ (* 1203, замъка на Суза; † 16 май 1268, замъка на Пиер Шател[N 4]), 12-и граф на Савоя, граф на Аоста и на Мориен (1263 – 1268), господар на Во (1233 – 1268); живял дълго в Англия, където става граф на Ричмънд (1241); ∞ 1234 за Агнес дьо Фосини († 11/16 август 1268), от която има един син;
- Бонифаций Савойски (* ок. 1206[22] или 1207[24] в Шато дьо Сент Елен дю Лак[N 5] † 14 юли 1270[22][23][24] в Шато дьо Сент Елен де Милиер[N 6]), приор на Нантюа, епископ на Беле (1232) и архиепископ на Кентърбъри (1241 – 1268), приор на Англия (1241), епископ на Дърам, в английския двор с братята и племенницата си Елеонора (сл. 1236), беатифициран от папа Григорий XVI (1838);
- Филип I Савойски (* 1207, Замък Шарбониер,[N 7] Егбел;[N 8] † 15/16 август 1285, Шато дьо Русийон, Бюже), 13-и граф на Савоя, граф на Аоста и на Мориен (1268 -1285), архидякон на Мец (1229), епископ на Лозана (1239), епископ на Валанс[N 9] (1245) и архиепископ на Лион (1246 –1267); ∞ 11 юни 1267 за Аделхайд (Алиса) от Андекс–Мерания († 8 март 1279).

И други деца биват добавени към горепосочените, четири на уеб страница MedLands или още четири според специалната статия на уеб страница Sabaudia.org:
- Аймон Савойски († 1238), господар на Вале;[31]
- Хумберт Савойски († 1223);[31]
- две дъщери († пр. 1254 като малки);[22]
- Алиса или Алазия Савойска († 1277, погребана в Абатство Откомб), игуменка на манастира Сен Пиер де Теро в Лион (1250);[22][31]
- Агата Савойска († сл. 1279), монахиня и след това игуменка на манастира Сен Пиер де Теро в Лион;[22][31]

- Изображения на децата на Беатриса (Маргарита) Женевска
- Амадей IV,
 10-и граф на Савоя
- Беатриса Савойска,
графиня на Прованс
- Томас II Савойски,
регент-граф на Савоя
- Петер II Савойски,
 12-и граф на Савоя
- Филип I Савойски,
 13-и граф на Савоя

### Историографска литература
- ((fr)) Flour de Saint-Genis, Victor, Histoire de Savoie, d'après les dokumenta originaux, ... Image. Том 1
- ((fr)) Guichenon, Samuel, Histoire généalogique de la royale maison de Savoie, justifiée par titres,...
- ((en)) Previté-Orton, Charles, The early history of the house of Savoy (1000 – 1233)

### Други
- ((en)) COMTES de GENEVE – MARGUERITE [Beatrix] by Foundation for Medieval Genealogy, посетен на 22 август 2022 г.
- ((en)) COMTES de SAVOIE et de MAURIENNE 1060 – 1417 – MARGUERITE [Beatrix] de Genève (THOMAS de Maurienne) by Foundation for Medieval Genealogy, посетен на 22 август 2022 г.
- ((en)) The House of Savoy – Beatrix/Margareta (Tommaso I) на genealogy.euweb.cz, посетен на 22 август 2022 г.

## Обяснителни бележки
1. ↑  Докато Самюел Гишенон (Samuel Cuichenon) твърди, че Томас се жени два пъти, първо за Беатриса Женевска, която не му ражда деца, а след това за Маргарет от Фосини, Виктор Флур дьо Сен-Жони (Victor Flour de Saint-Genis) и Чарлз Превите-Ортън (Charles Previté-Orton) твърдят, че той се жени само веднъж за Маргарита Женевска (наричана още Беатриса или Никола), както е потвърдено от Chronica Albrici Monachi Trium Fontium
2. ↑  Дн. градче Монмелиан (Montmélian) в деп. Савоа, Франция
3. ↑  Дн. Сан Морис (Saint-Maurice) в кантон Вале, Швейцария.
4. ↑  Шартьоз дьо Пиер Шател (Chartreuse de Pierre-Châtel) – укрепен манастир в регион Бюже, дн. деп. Ен, Франция.
5. ↑  Дн. село Сент Елен дю Лак (Sainte-Hélène-du-Lac) в деп. Савоа, Франция
6. ↑  Дн. село Сент Елен сюр Изер (Sainte-Hélène-sur-Isère) в деп. Савоа, Франция
7. ↑  Замъкът Шарбониер (на фр. Château de Charbonnières, на лат. castrum carboneria) е древен укрепен замък от XI век, преустроен през XVI век, на територията на дн. градче Егбел (Aiguebelle) в деп. Савоа, Франция.
8. ↑  Дн. село Егбел (Aiguebelle) в деп. Савоа, Франция.
9. ↑  Дн. град Валанс (Valence) в деп. Дром, Франция

## Библиографски бележки
1. ↑  fmg.ac
2. ↑  books.google.fr
3. ↑  www.google.fr
4. ↑  Charles Previtè-Orton The early history of the house of Savoy, pag 416
5. ↑  Flour de Saint-Genis, Victor, Histoire de Savoie, pag 235, бел. 1
6. ↑  Eugene L. Cox, The Eagles of Savoy:The House of Savoy in Thirteenth-Century Europe, Princeton University Press, 2015 (réimpr. 2015) (1reéd. 1974), p. 9-10.
7. ↑  André Palluel-Guillard, La Masion de : Thomas Ier Архив на оригинала от 2021-05-06 в Wayback Machine.. Посетено на 15 януари 2021 г.
8. ↑  Charles Cawley. Marguerite [Beatrice] //   Посетен на 15 януари 2021. (на английски)
9. ↑  Duparc, Pierre. Le comté de Genève, (Шаблон:IXe-Шаблон:XVe siècles).   Genève, Société d'histoire et d'archéologie de Genève, [1955]. p. 621. Посетен на юли 2020. (на френски).
10. ↑  Marie-Claud Junod, Monique Droin-Bridel, Olivier Labarte. Polémiques religieuses. Études et textes //  Mémoires et documents publiés par la Société d'histoire et d'archéologie de Genève XLVIII.   Genève, 1979. с. II « Tableau généalogique, très simplifié, pour illustrer les liens de parenté entre les principaux personnages de l'époque »..
11. ↑  Histoire généalogique de la royale maison de Savoie, pag 253 e 254
12. ↑  Histoire généalogique de la royale maison de Savoie, pag 253
13. ↑  Cox 2015  (présentation en ligne).
14. ↑  Histoire généalogique de la royale maison de Savoie, pag 254
15. ↑  Paul Lullin et Charles Le Fort, Régeste genevois, Société d'histoire et d'archéologie de Genève, 1866, p. 172, acte no 636 (sans date).
16. ↑  André Perret, «L'abaye de hautecombe et les chroniques de Savoie », Bulletin philologique et historique jusqu'à 1610 du Comité des travaux historiques et scientifiques,‎ 1965, p. 675-678
17. ↑  Dufour, Auguste и др. Notes pour servir à l'histoire des Savoyards de divers états‎ //  Mémoires et documents de Société savoisienne d'histoire et d'archéologie vol. 11.   ISBN 978-2-86253-221-9. с. 218.
18. 1 2  Leguay, Thérèse, Leguay, Jean-Pierre. Histoire de la Savoie.   Paris, Éditions Jean-Paul Gisserot, 2005. ISBN 978-2-877-47804-5. с. 44.
19. ↑  Cox, Eugene L. The Eagles of Savoy : The House of Savoy in Thirteenth-Century Europe.   Princeton University Press, (réimpr. 2015) (1re éd. 1974). ISBN 978-1-40086-791-2. p. 417. (на английски)
20. ↑  Demotz, Bernard. Le comté de Savoie du xie au xve siècle : Pouvoir, château et État au Moyen Âge....   Genève, Slatkine, 2000. ISBN 2-05101-676-3. p. 468. (на френски)
21. ↑  Davin, Emmanuel. Béatrice de Savoie, Comtesse de Provence, mère de quatre reines (1198 – 1267) //  Bulletin de l'Association Guillaume Budé vol. 1, no 2.   1963. с. 176 – 189.
22. 1 2 3 4 5 6 7 8 9 10 11 12 13 14  Cawley, Charles. B. Comtes de Savoie et de Maurienne 1060 – 1417 – Thomas I //  Medlands – Foundation for Medieval Genealogy.   Посетен на 29.6.2020. (на английски)
23. 1 2 3 4 5 6  Savoia //  Enciclopedia genealogica del Mediterraneo.   Посетен на 3.5.2020. (на италиански)
24. 1 2 3 4 5 6  The House of Savoy //  Genealogy.eu.   Посетен на 3.5.2020. (на английски)
25. ↑  Cox, Eugene. The Eagles of Savoy : The House of Savoy in Thirteenth-Century Europe.   Princeton University Press, 2015 (réimpr. 2015) (1re éd. 1974). ISBN 978-1-4008-6791-2. p. 563. (на английски)
26. ↑  Cabaret d'Orville, Jean. La Chronique de Savoye, La Fontaine de Siloé //  Les Savoisiennes.   1995. ISBN 978-2-90869-795-7. с. 94. Посетен на 3.5.2020.
27. ↑  Cox, Eugene L. The Eagles of Savoy: The House of Savoy in Thirteenth-Century Europe.   Princeton University Press, (réimpr. 2015) (1re éd. 1974).
28. ↑  Löber, Ruth Mariotte. Ville et seigneurie : Les chartes de franchises des comtes de Savoie, fin XIIe siècle-1343,.   Librairie Droz – Académie florimontane, 1973. ISBN 978-2-60004-503-2. p. 180. (на френски)
29. ↑  Palluel-Guillard, André. La Maison de Savoie: Thomas I, L'ami des communes.   с. 12. Посетен на 3.5.2020. Архив на оригинала от 2016-03-03 в Wayback Machine.
30. ↑  Cox, Eugene L. The Eagles of Savoy: The House of Savoy in Thirteenth-Century Europe.   Princeton University Press, (réimpr. 2015) (1re éd. 1974). ISBN 978-1-40086-791-2. с. 41.
31. 1 2 3 4 5  Palluel-Guillard, André. La Maison de Savoie: Thomas I, L'ami des communes.   p. 12. Посетен на 3.5.2020. (на френски) Архив на оригинала от 2016-03-03 в Wayback Machine.

|  | Тази страница частично или изцяло представлява превод на страницата Margherita di Ginevra в Уикипедия на италиански. Оригиналният текст, както и този превод, са защитени от Лиценза „Криейтив Комънс – Признание – Споделяне на споделеното“, а за съдържание, създадено преди юни 2009 година – от Лиценза за свободна документация на ГНУ. Прегледайте историята на редакциите на оригиналната страница, както и на преводната страница, за да видите списъка на съавторите. ВАЖНО: Този шаблон се отнася единствено до авторските права върху съдържанието на статията. Добавянето му не отменя изискването да се посочват конкретни източници на твърденията, които да бъдат благонадеждни. |